# Северо-Ватцевский Лесоучасток
Северо-Ватцевский Лесоучасток — поселок в Одоевском районе Тульской области в составе сельского поселения Северо-Одоевское.

## География
Поселок находится в юго-западной части Тульской области на расстоянии приблизительно 13 км по прямой на север-северо-запад по прямой от города Одоев, административного центра района.

## История
В 1939 году здесь был отмечен дом лесника.

## Население
Постоянное население составляло 7 человек (русские 100 %) в 2002 году, 2 в 2010.